# Kaarlo Heiskanen

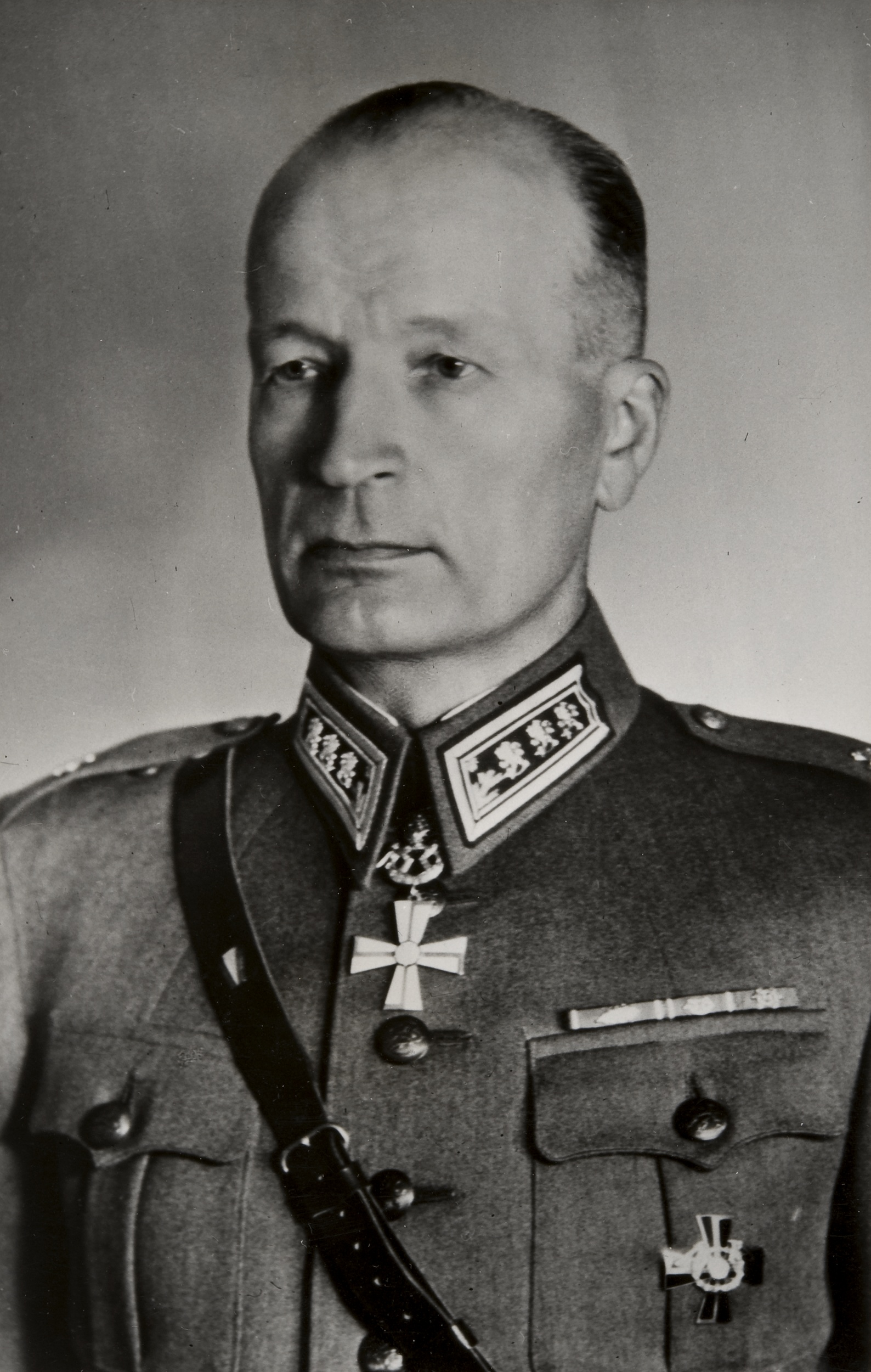
Kaarlo Aleksanteri Heiskanen (1959)

Kaarlo Aleksanteri Heiskanen (* 28. Oktober 1894 in Joroinen; † 6. November 1962 in Hämeenlinna) war ein finnischer Offizier und zuletzt General der Infanterie, dessen Kaltblütigkeit bei Einsätzen im Ersten Weltkrieg ihm den Spitznamen „Kylmä-Kalle“ („Kaltblütiger Kalle“) einbrachte. Während des Zweiten Weltkrieges am Winterkrieg sowie am Fortsetzungskrieg nahm er teil und am 7. Oktober 1941 wurde er als 21. Soldat mit dem Mannerheim-Kreuz ausgezeichnet. Nach Kriegsende war er nach seiner Beförderung zum General der Infanterie zwischen 1953 und 1959 Oberkommandierender der Verteidigungskräfte Finnlands.

## Leben

### Erster Weltkrieg, Finnischer Bürgerkrieg und Zwischenkriegszeit
Kaarlo Aleksanteri Heiskanen, Sohn des Landarbeiters Olaf Fredrik Heiskanen und der Maria Margareta Korhonen, wurde früh Waise und trat während des Ersten Weltkrieges 1915 als sogenannter freiwilliger „Finnischer Jäger“ aus dem Großfürstentum Finnland in das Königlich-Preußische Jäger-Bataillon Nr. 27 ein und wurde nach der militärischen Ausbildung im Lockstedter Lager im Deutschen Kaiserreich und seiner Beförderung zum Hilfsgruppenführer (Gefreiter) am 10. November 1916 bis zum 13. Februar 1918 an der Ostfront eingesetzt. Dort war er zuletzt Angehöriger einer Genietruppeneinheit, die zu einem Pionierunternehmen wurde. Er erhielt wegen seiner Kaltblütigkeit den Spitznamen „Kylmä-Kalle“ („Kaltblütiger Kalle“), um ihn von dem später ebenfalls zum General der Infanterie beförderten Juho Henrik Heiskanen zu unterscheiden, der als Heissman (finnisch für „heißer Mann“) bekannt war. Der zusätzliche Name wurde sowohl mit Heiskanens ruhiger Natur, dem Gegenteil von Heissman, als auch mit seiner Tendenz, oft kalt zu sein, in Verbindung gebracht. Die Bezeichnung wurde also nicht von seinen späteren Untergebenen erfunden, sondern von befreundeten Jägern.
Die Finnischen Jäger bildeten nach der Überführung in die Heimat im Finnischen Bürgerkrieg Anfang 1918 den Stamm der Streitkräfte. Heiskanen selbst wurde am 11. Februar 1918 zum Unterleutnant (Vänrikki) befördert und nach seiner Beförderung zum Leutnant (Luutnantti) am 29. Mai 1918 Kompaniechef. Er erhielt am 16. Mai 1920 seine Beförderung zum Hauptmann () und war 1924 einer der ersten Absolventen der Kriegshochschule (Sotakorkeakoulu), eine von 1924 bis 1993 bestehende Ausbildungsstätte der Streitkräfte für hochrangiges Kommando- und Stabspersonal in Helsinki, die danach mit der Kadettenschule und der Kriegsschule zur Verteidigungshochschule (Försvarshögskolan) zusammengelegt wurde. Im Anschluss war er zwischen 1924 und 1927 Stabsoffizier im Generalstab des Heeres und wurde am 16. Mai 1925 zum Major (Majuri) befördert. Nachdem er zwischen 1927 und 1928 Kommandeur des 3. Bataillons der Savolax-Brigade (Savon prikaati) war, wurde er am 15. Juni 1928 zum Oberstleutnant (Everstiluutnantti) befördert und war daraufhin von 1928 bis 1933 erneut Stabsoffizier im Generalstab, ehe er zwischen 1933 und 1938 als Kommandeur des Jägerbataillons 1 (Polkupyöräpataljoona 1) fungierte. Er war daraufhin zwischen dem 11. Februar 1938 und dem 13. Oktober 1939 Kommandeur des Tampere-Regiments und wurde als solcher am 16. Mai 1938 zum Oberst (Eversti) befördert.

### Winterkrieg, Fortsetzungskrieg und Mannerheim-Kreuz

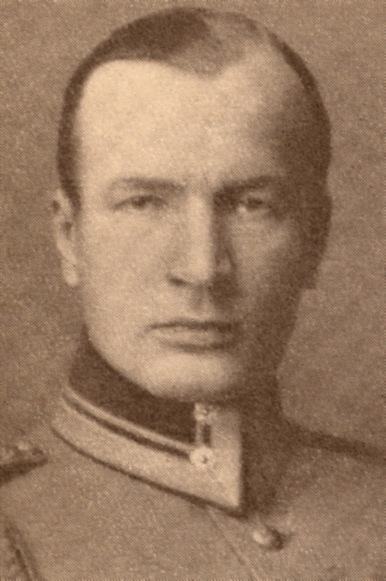
Kaarlo Heiskanen

Nach Beginn des Zweiten Weltkrieges war Kaarlo Heiskanen vom 13. Oktober 1939 bis zum 1. Januar 1940 zunächst Kommandeur des Infanterieregiments 17 (Jalkaväkirykmentti 17) und während des darauf folgenden Winterkrieges (30. November 1939 bis 13. März 1940) zwischen dem 1. Januar und dem 6. Mai 1940 Kommandeur des Infanterieregiments 7 (Jalkaväkirykmentti 7). Anschließend übernahm er vom 6. Mai bis zum 7. August 1940 den Posten als Kommandeur der 13. Division sowie daraufhin Kommandeur des Militärdistrikts Keski-Pohjanmaa.
Während des Fortsetzungskrieges (25. Juni 1941 bis 19. September 1944) zwischen Finnland und der Sowjetunion, der mit einem sowjetischen Sieg endete und am 19. September 1944 zum Waffenstillstand von Moskau führte, war Heiskanen zwischen dem 16. Juni 1941 und dem 12. November 1944 Kommandeur der 11. Division, die während der Offensivphase von 1941 im Zentrum der Karelischen Armee im Zentrum der Karelischen Armee in Ladoga-Karelina und in Richtung Petrosawodsk operierte. Für seinen Einsatz in der Offensivphase des Fortsetzungskrieges am 7. Oktober 1941 als 21. Soldat mit dem Mannerheim-Kreuz ausgezeichnet und wurde ferner am 26. April 1942 zum Generalmajor (Kenraalimajuri) befördert. Er nahm auch an den harten Winterkämpfen bei Swir 1942 und an den Abwehrkämpfen auf der Karelischen Landenge 1944 teil. Im Krieg gegen die deutsche Wehrmacht in Lappland war er für den linken Flügel verantwortlich.

### Nachkriegszeit, Waffenlageraffäre und Aufstieg zum General der Infanterie
Nach dem Waffenstillstand von Moskau war Generalmajor Kaarlo Heiskanen zwischen dem 12. November 1944 und dem 5. Juni 1945 Kommandeur des Militärdistrikts Mittelfinnland sowie vom 5. Juni bis zum 28. Juni 1946 Sektionschef im Oberkommando der Streitkräfte, ehe er am 28. Juni 1948 Kommandeur der Leichten Brigade wurde. Im Mai 1947 wurde er als einer der Verdächtigen in der sogenannten Waffenlageraffäre (Asekätkentä) festgenommen, weil sein ehemaliger Untergebener, Oberst Alpo Marttinen, als eine der Schlüsselfiguren in der Waffenveruntreuung im Mai 1945 nach Schweden geflohen war. Die Waffenlagerffäre war ein Plan des finnischen Militärs, den Kampf nach dem Waffenstillstand von Moskau 1944 bei Bedarf fortzusetzen. Es handelte sich um eine geheime und offiziell nicht genehmigte Militäroperation nach dem Ende des Fortsetzungskrieges, bei der eine große Menge an Waffen und Ausrüstung der finnischen Armee in über das ganze Land verstreuten Verstecken versteckt wurden. Die Anklage gegen Heiskanen wurde mangels Beweisen im August 1948 abgewiesen und er nach 13 Monaten Untersuchungshaft entlassen. Daraufhin war er bis zum 18. Januar 1949 wieder Kommandeur der Leichten Brigade beziehungsweise mit Sonderaufgaben betraut.
Im Anschluss war Heiskanen vom 18. Januar 1949 bis zum 1. Juni 1953 Kommandeur der 2. Division und erhielt in dieser Verwendung am 4. Juni 1951 seine Beförderung zum Generalleutnant (Kenraaliluutnantti). Zuletzt löste er am 1. Juni 1953 General der Infanterie Aarne Sihvo als Oberkommandierender der Verteidigungskräfte Finnlands (Puolustusvoimat) ab und bekleidete dieses militärisches Spitzenamt bis zu seinem Ausscheiden aus dem aktiven Militärdienst am 28. Oktober 1959, woraufhin General der Infanterie Sakari Simelius seine Nachfolge antrat. Als Oberkommandierender wurde er am 4. Juni 1953 auch zum General der Infanterie (Jalkaväenkenraali) befördert.
Aus seiner 1923 geschlossenen Ehe mit Kirsti Skogster gingen die Kinder Antti Heiskanen (* 1924), Sirkka Heiskanen (* 1930), Olli Heiskanen (* 1931) und Laila Heiskanen (* 1936) hervor.

## Hintergrundliteratur
- Raymond Cartier: Der finnisch-sowjetische Winterkrieg, in: ders.: Der Zweite Weltkrieg, Band 1, München 1967, S. 51–59, 84–86
- Walther Hubatsch: Polenfeldzug, finnisch-sowjetischer Winterkrieg, die Besetzung Skandinaviens, in: Der 2. Weltkrieg. Bilder, Daten, Dokumente, Gütersloh 1968, S. 98–100, 132–135
- Robert Brantberg: Kylmä-Kalle: Jalkaväenkenraali ja Mannerheim-ristin ritari Kaarlo Aleksanteri Heiskanen, Tampere: Revontuli, 2000. ISBN 952-5170-14-4.
- Joppe Karhunen: Taistelujen miehet. Mannerheim-ristin ritarien taisteluista ja vaiheista, Helsinki: WSOY, 1972. ISBN 951-0-00639-4.
- Vesa Saarikoski: Elon mainingit. Jääkärikenraali Aarne Sihvo 1889−1963, Helsinki: WSOY, 1998. ISBN 951-0-23048-0.